# Carnegie Museum of Natural History

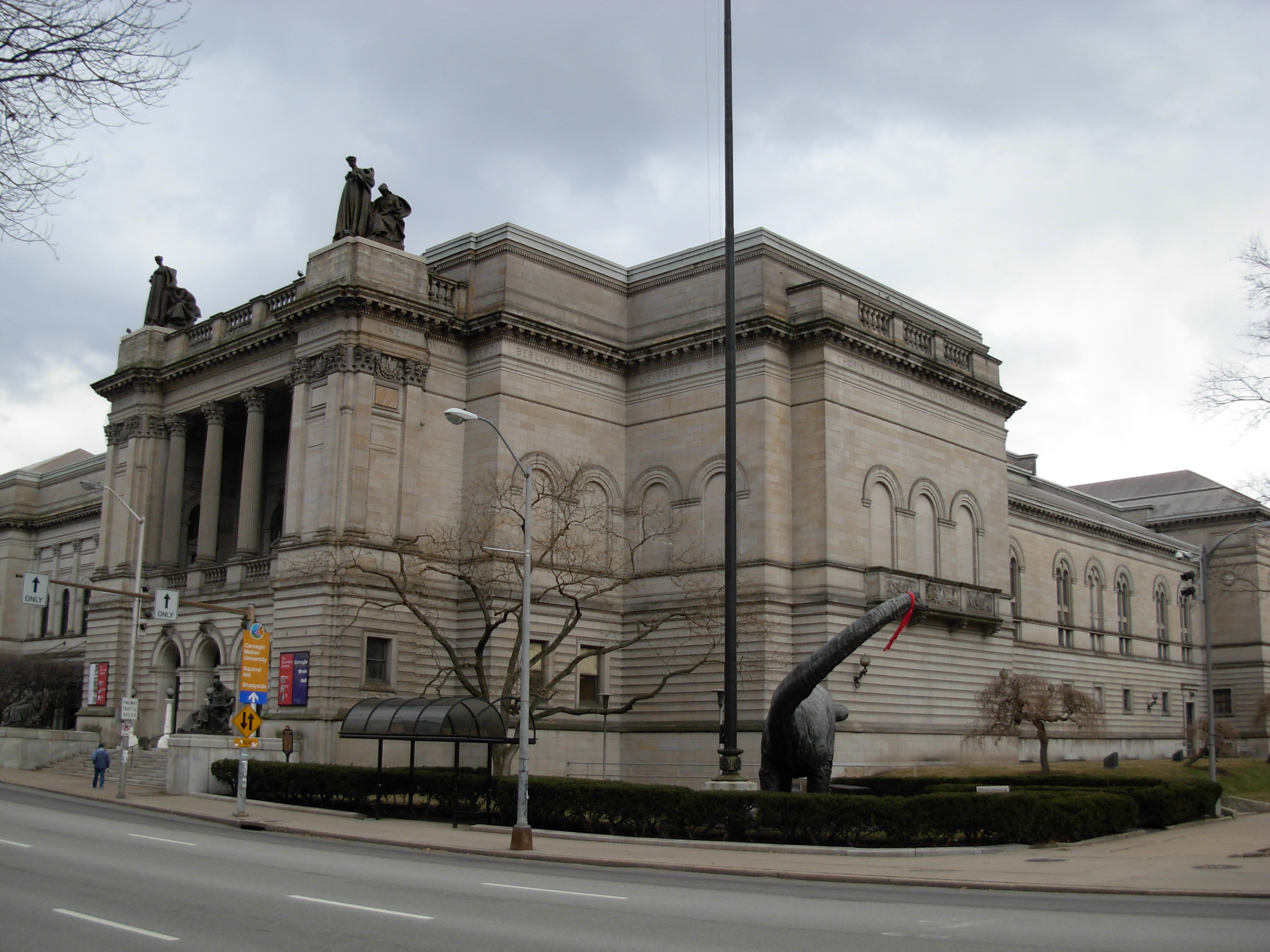
Das Museum

Das Carnegie Museum of Natural History ist ein Naturkundemuseum in Pittsburgh im US-Bundesstaat Pennsylvania.

## Geschichte
Das Carnegie Institute geht auf den Pittsburgher Stahl-Tycoon und Philanthropen Andrew Carnegie zurück. Dieser Industrielle, der enormen Reichtum erworben hatte, gründete das Institute 1895 zum Wohl der Bürger. Außer dem Carnegie Museum of Natural History gehören noch das Carnegie Science Center, das Carnegie Museum of Art und das Andy Warhol Museum zu dieser Einrichtung.
1899 wurden die Mitarbeiter unter Direktor William Jacob Holland beauftragt, einen Dinosaurier für das Museum zu beschaffen. Sie gruben die Fossilien von Diplodocus carnegii aus, der später den Spitznamen „Dippy“ erhalten sollte. 1909 stieß ein Mitarbeiter des Museums, Earl Douglass, auf die sehr reichhaltige jurassische Dinosaurierfundstelle Dinosaur National Park in Utah, wo bis 1922 für das Museum zahlreiche Skelette ausgegraben wurden, darunter ein Apatosaurus (Brontosaurus, ab 1915 im Museum ausgestellt).
1905 beschrieb William Temple Hornaday erstmals den Kermodebär (Ursus americanus kermodei), eine seltene Unterart des Amerikanischen Schwarzbären. Etwa 10 Prozent der Tiere haben ein weißes oder cremefarbenes Fell. Doch stellte sich heraus, dass das Carnegie Museum of Natural History schon seit einigen Jahren ein ausgestopftes Exemplar eines solchen Bären besaß, dessen Fell einem Angestellten der Bekleidungsfirma Arnold, Constable & Co. jedoch irrtümlich als Eisbärenfell angeboten und vom Taxidermiespezialisten Frederic S. Webster ausgestopft worden war.

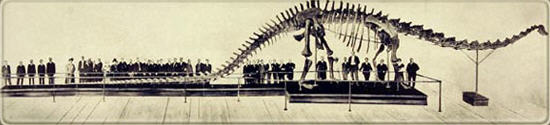
Die Mitglieder des Kongresses 1907 und „Diggy“. Diese rekonstruierte Körperhaltung eines Diplodocus ist inzwischen wissenschaftlich überholt.

1907 war das Carnegie Museum of Natural History der Gastgeber für das zweite Jahrestreffen der American Association of Museums.
1956 kam die Außenstation Powdermill im Westmoreland County hinzu, die Freilandbeobachtungen ermöglicht.
Die mehrstöckige Dinosaurierausstellung wurde 2007 vollendet und sorgte 2008 für einen Besucherrekord.

## Ausstellungen

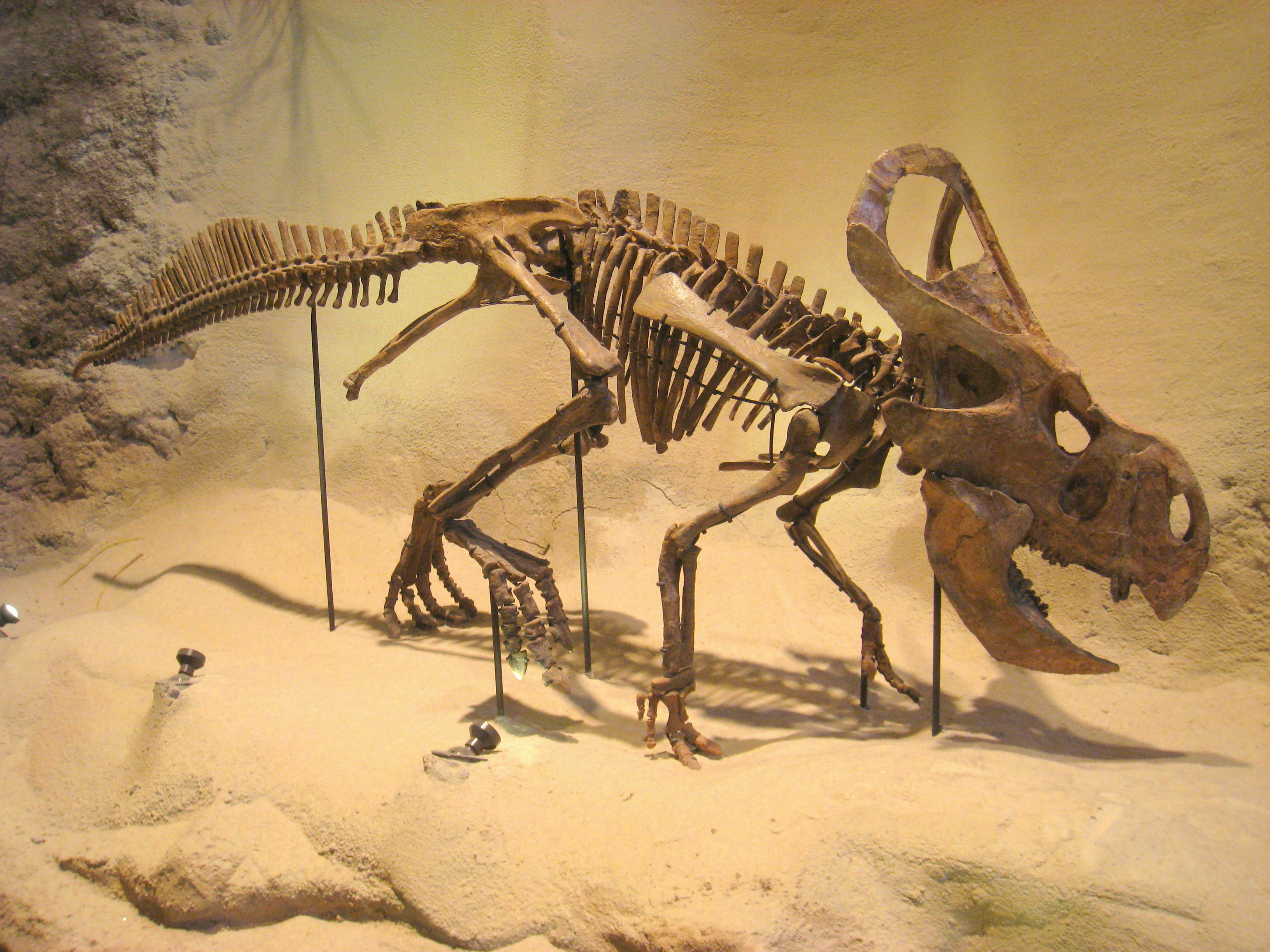
Skelettrekonstruktion eines Protoceratops andrewsi

Insgesamt besitzt das Museum etwa 21 Millionen Sammlungsstücke, von denen etwa 10.000 ausgestellt sind. Neben einer ständigen Ausstellung bietet das Carnegie Museum of Natural History auch Wechsel-, Wander- und Onlineausstellungen an. Das Museum ist um einen Innenhof mit Skulpturen und einem Wasserfall gebaut.
Im Untergeschoss befinden sich neben Shop und Cafeteria vor allem Räume für museumspädagogische Veranstaltungen. Das Erdgeschoss beherbergt im rechten Flügel ebenfalls Nebenräumlichkeiten; im übrigen Teil dieser Etage sind die Dauerausstellungen zur Erdgeschichte, zu Mineralien und zur Eiszeit untergebracht. Im Stockwerk darüber setzt sich die Saurierausstellung fort. Außerdem gibt es Exponate zur nordamerikanischen und afrikanischen Fauna zu sehen. Im Obergeschoss befindet sich die Abteilung zum Alten Ägypten, ferner ein Raum über polares Leben, ein weiterer über die Indianer Amerikas, die Vogelabteilung, der letzte Teil der Saurierabteilung und die R. P. Simmons Family Gallery.
Das Museum arbeitet eng mit Schulen, Universitäten und anderen Einrichtungen zusammen. Es ist barrierefrei gestaltet.